# Santa Rita (Venezuela)
Pour les articles homonymes, voir Santa Rita.
Santa Rita est la capitale de la paroisse civile de Santa Rita de Manapire de la municipalité de Las Mercedes de l'État de Guárico au Venezuela. 